# Live in San Francisco (Biohazard)
Live in San Francisco è il secondo album dal vivo del gruppo musicale statunitense Biohazard, pubblicato nel 2007. È composto da due dischi: un DVD con le riprese del concerto e un CD con le tracce audio.

## Tracce
1. Intro – 1:22
2. Urban Discipline – 3:21
3. Shades Of Grey – 3:51
4. Resist – 2:19
5. What Makes Us Tick – 2:01
6. Wrong Side of the Tracks – 3:55
7. Breakdown – 2:50
8. Tales from the Hardside – 3:56
9. These Eyes Have Seen – 2:53
10. Salvation – 3:50
11. Punishment – 4:29
12. Hold My Own – 3:50

## Formazione
- Evan Seinfeld - voce, basso
- Billy Graziadei - voce, chitarra
- Bobby Hambel - chitarra
- Rob Echeverria - chitarra (sulle tracce del DVD)
- Danny Schuler - batteria